# Woolsington
Woolsington est un village et une paroisse civile du Tyne and Wear, en Angleterre. Il est situé au nord-ouest du centre de Newcastle upon Tyne, ville dont il constitue l'un des districts électoraux. Au recensement de 2011, il comptait 11 160 habitants.